# ブラック–リッターマン・モデル
ブラック–リッターマン・モデル（英: Black–Litterman model）とはファイナンスにおけるポートフォリオ選択についての数理モデルである。証券会社のゴールドマン・サックスに所属していたフィッシャー・ブラックとロバート・リッターマンによって1990年に考案され、1992年に出版された。ブラック–リッターマン・モデルでは、機関投資家が現代ポートフォリオ理論を実践するに当たって出くわす問題が克服されている。ブラック–リッターマン・モデルは代表的個人の資産配分が利用可能な資産の時価に比例しているという均衡の仮定に立脚しており、オーダーメイドの資産配分をもたらすために、投資家の'view'（つまり、資産のリターンについての特定の意見）を考慮にいれるようになっている。

## 背景
資産配分とは、少数のアセットクラス（例えば6つから20個）へのポートフォリオを決めなくてはならない投資家が直面する意思決定である。例えば、国際的な年金基金はメジャーな国ないしは地域（の国債）にどのように配分すべきかを決めなくてはならない。
原理的には現代ポートフォリオ理論（ハリー・マーコウィッツの平均分散分析）は期待リターンと資産の共分散がひとたび分かってしまえば、この問題を解決できる。しかし、現代ポートフォリオ理論は重要な理論的進展である一方でその実用においては一般に次の問題に出くわす。少数の資産の共分散は適切に推定されているものの、期待リターンのもっともらしい推定値を導くのは難しいという問題である。
ブラック–リッターマン・モデルは、期待リターンの推定値を必要としないことでこの問題を解決した。そのかわり、当初の期待リターンは均衡における資産配分が市場で観測されるものと同じとなるような期待リターンであると仮定する。よって期待リターンが市場で観測されるリターンとどれほど違うのかと、代替的な仮定をどれほど信用するのかの程度のみが必要となる。このため、ブラック–リッターマン・モデルは望ましい（平均分散的に効率的な）資産配分が計算可能になるのである。
一般に、ポートフォリオについての制約がある時、例えば、空売りが許容されない時、最適なポートフォリオを組むもっとも簡単な方法は資産の期待リターンを作るためにブラック–リッターマン・モデルを用いて、平均分散分析によって制約つき最適化問題を解くことである。

## 数式での表現
ブラック–リッターマン・モデルはベイズ統計学のテクニックを利用したものとなる。以下ではSatchell and Scowcroft & (2000)よりブラック–リッターマン・モデルの数式表現を説明する。
まず、市場には {\displaystyle n} 個の資産が存在するものとする。これらの資産の期待リターン {\displaystyle \mu } は（投資家にとって）確率変数であるものとする。つまり、投資家は期待リターンの値そのものを事前にはわからないということを表現している。さらに {\displaystyle \Pi } を観測された期待リターンとする。仮定として、{\displaystyle \Pi } の {\displaystyle \mu } を所与とした条件つき確率分布は平均 {\displaystyle \mu \,}、分散 {\displaystyle \tau \Sigma } の {\displaystyle n} 変量正規分布であるとする。ここで {\displaystyle \Sigma } は資産リターンそのものの分散行列であり、{\displaystyle \tau } は投資家が考えている期待リターンの推定値 {\displaystyle \Pi } の正確さの程度を表している。{\displaystyle \tau =0} ならば、投資家は観測された {\displaystyle \Pi } が真の期待リターン {\displaystyle \mu \,} と一致していると考えていると解釈できる。
さらに投資家は事前に期待リターンに対してある程度の信念を持っているとする。{\displaystyle X} を {\displaystyle k} 個の変数で表される投資家の期待リターンに対する事前的な信念とすると、次が成り立つ。
{\displaystyle X=P\mu \sim N(q,\Omega )}
ここで {\displaystyle P} は {\displaystyle k} 行 {\displaystyle n} 列の行列であり、{\displaystyle q} は {\displaystyle k} 次のベクトル、{\displaystyle \Omega } は {\displaystyle k} 次の対角行列である。よって、{\displaystyle X} は平均 {\displaystyle q} 分散 {\displaystyle \Omega } の正規分布に従う。これはどのように解釈すればよいかと言うと、例えばある特定のポートフォリオの期待リターンについての信念と考えることが出来る。{\displaystyle P} を時価総額加重平均ポートフォリオを横に並べた 1 行 n 列の行列だと考えると {\displaystyle X=P\mu } は時価総額加重平均株価指数の期待リターンであり、それが平均 {\displaystyle q} 分散 {\displaystyle \Omega } の正規分布に従うと投資家は事前に考えていると解釈できる。
ここで求めたいのは観測された期待リターン {\displaystyle \Pi } で条件づけられた期待リターン {\displaystyle \mu } の条件付き期待値である。このような条件付き期待値が投資家の予測する事後的な期待リターンと見なすことが出来る。ベイズの定理から {\displaystyle f} が密度関数を表すとすれば、次が成立する。
{\displaystyle f(\mu \;|\;\Pi )\propto f(\Pi \;|\;\mu )f(\mu )=f(\Pi \;|\;\mu )f(X)}
ここで仮定より {\displaystyle \Pi } の {\displaystyle \mu } で条件づけられた分布と {\displaystyle X=P\mu } の事前分布は分かっているので {\displaystyle f(\Pi \;|\;\mu )f(X)} は計算可能である。計算すると、
{\displaystyle f(\Pi \;|\;\mu )f(X)\propto \exp \left\{-{\frac {1}{2}}{\Big (}\mu -\mu _{BL}{\Big )}^{\prime }\Sigma _{BL}^{-1}{\Big (}\mu -\mu _{BL}{\Big )}\right\}}
となる。ここで {\displaystyle \prime } はベクトル、行列の転置を表し、
{\displaystyle \mu _{BL}={\Big (}(\tau \Sigma )^{-1}+P^{\prime }\Omega ^{-1}P{\Big )}^{-1}{\Big (}(\tau \Sigma )^{-1}\Pi +P^{\prime }\Omega ^{-1}q{\Big )},}
{\displaystyle \Sigma _{BL}=\Sigma +{\Big (}(\tau \Sigma )^{-1}+P^{\prime }\Omega ^{-1}P{\Big )}^{-1}}
である。つまり、（ {\displaystyle \Pi } が観測された後という意味で）事後的な期待リターン {\displaystyle \mu } の分布は平均 {\displaystyle \mu _{BL}} 分散 {\displaystyle \Sigma _{BL}} の正規分布に従う。以上から、投資家は平均分散分析に使う期待リターンを {\displaystyle \mu _{BL}} とすれば、観測された期待リターン {\displaystyle \Pi } と事前的な自身の信念を組み合わせた上でポートフォリオ選択が可能になる。
観測された期待リターン {\displaystyle \Pi } も標本平均を使うのではなく、以下のような方法で特定する。CAPMが成立しているのであれば、次が成立する。
{\displaystyle \Pi =\delta \Sigma w_{\mathrm {m} }}
ここで {\displaystyle \delta } は市場ポートフォリオ（時価総額加重型指数）のリスクプレミアムを分散で割ったものであり、{\displaystyle w_{\mathrm {m} }} は市場ポートフォリオベクトル、つまり各資産の時価総額を市場全体の時価総額で割ったものを並べたベクトルである。このようにして計算された {\displaystyle \Pi } を用いる。マルチファクターモデルであっても、ファクターがポートフォリオで複製可能ならば、同様にして {\displaystyle \Pi } を計算することが出来る。
重要となるのは投資家の信念における正確さを表すパラメーターである {\displaystyle \tau ,\Omega } の値であるが、これらの値に何を使うべきかという決まった値はなく、投資家自身の選択にゆだねられている。